# Aleksandr Switow
Aleksandr Nikołajewicz Switow (ros. Александр Николаевич Свитов; ur. 3 listopada 1982 w Omsku) – rosyjski hokeista, reprezentant Rosji, olimpijczyk.

## Kariera
- Mietałłurg 2 Nowokuźnieck (1997)
- Awangard 2 Omsk (1997-19989)
- Awangard Omsk (1998-2002)
- CSKA 2 Moskwa (2002)
- Springfield Falcons (2002)
- Tampa Bay Lightning (2002-2003)
- Hamilton Bulldogs (2003-2004)
- Columbus Blue Jackets (2004)
- Syracuse Crunch (2004-2005)
- Awangard Omsk (2005-2006)
- Columbus Blue Jackets (2006-2007)
- Awangard Omsk (2007-2010)
- Saławat Jułajew Ufa (2010-2013)
- Ak Bars Kazań (2013-2019)
- Łokomotiw Jarosław (2019-2020)

Wychowanek Awangarda Omsk. Od 2010 zawodnik Saławatu Jułajew Ufa. Od czerwca 2013 zawodnik Ak Barsu Kazań, związany trzyletnim kontraktem. W czerwcu 2019 przeszedł do Łokomotiwu Jarosław. W listopadzie 2020 ogłosił zakończenie kariery.
Uczestniczył w turniejach mistrzostw świata w 2012, 2013 oraz zimowych igrzysk olimpijskich 2014.

## Sukcesy

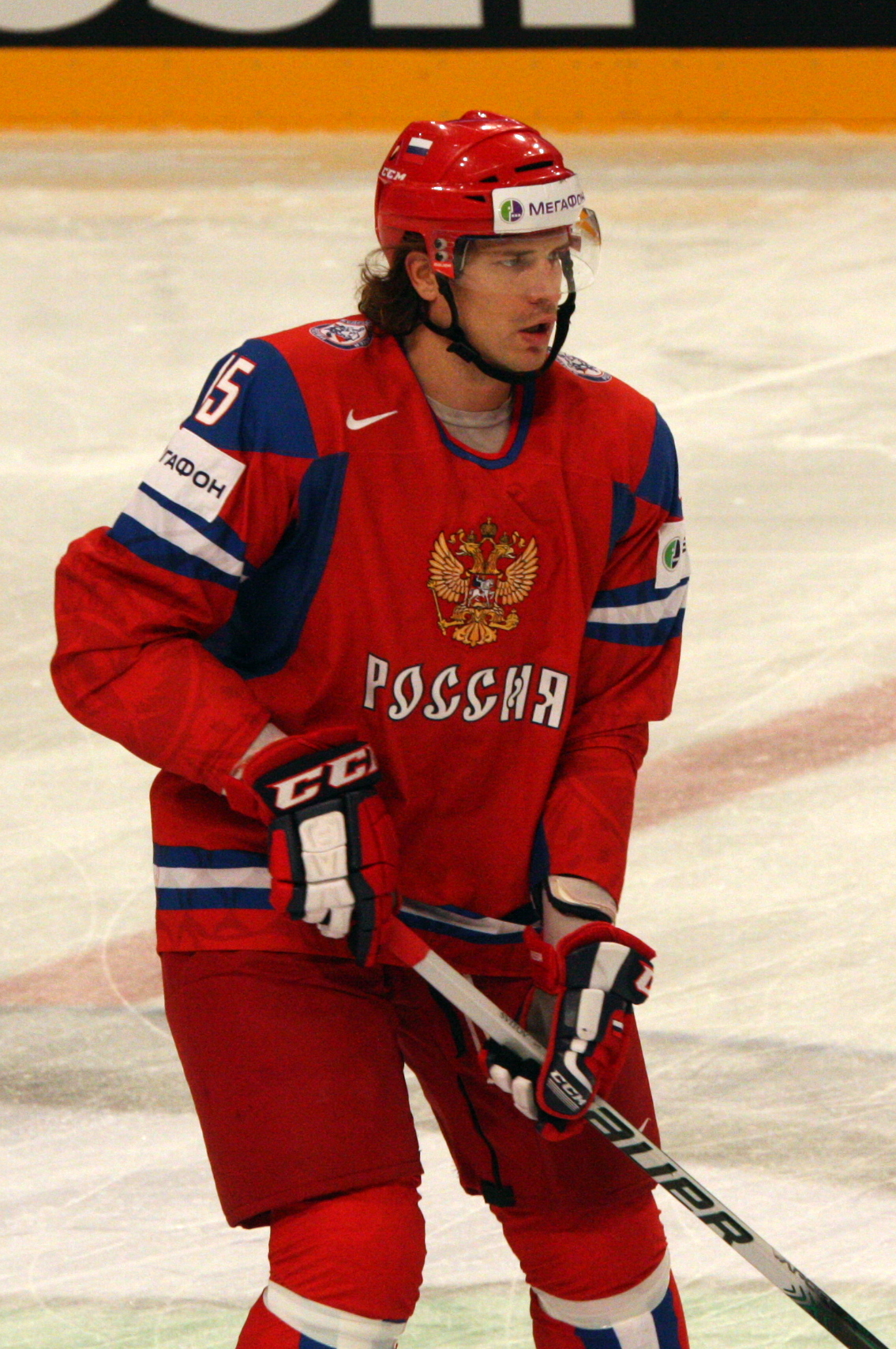
Aleksandr Switow w barwach Rosji (2012)

Reprezentacyjne
- Srebrny medal mistrzostw świata juniorów do lat 18: 2000
- Złoty medal mistrzostw świata juniorów do lat 20: 2002
- Złoty medal mistrzostw świata: 2012

Klubowe
- Złoty medal mistrzostw Rosji: 2011 z Saławatem Jułajew Ufa, 2018 z Ak Barsem Kazań
- Puchar Gagarina – mistrzostwo KHL: 2011 z Saławatem Jułajew Ufa, 2018 z Ak Barsem Kazań
- Srebrny medal mistrzostw Rosji: 2015 z Ak Barsem Kazań
- Finał KHL o Puchar Gagarina: 2015 z Ak Barsem Kazań

Indywidualne
- AHL (2004/2005): Mecz Gwiazd AHL

Wyróżnienie
- Zasłużony Mistrz Sportu Rosji w hokeju na lodzie: 2012